# 28e regering van Israël
De 28e regering (ook bekend als het kabinet–Barak) was de uitvoerende macht van de Staat Israël van 6 juli 1999 tot 21 maart 2001. Premier Ehud Barak (Arbeidspartij) stond aan het hoofd van een coalitie van de Arbeidspartij, Gesher, Meemad, Shas, Meretz, Israël Voorwaarts, Het Centrum en de Nationaal-Religieuze Partij

## Ambtsbekleders
| Ambtsbekleder                           | Ambtsbekleder        | Ambtsbekleder                                             | Functie                                      | Ambtstermijn      | Ambtstermijn     | Partij                       |
| --------------------------------------- | -------------------- | --------------------------------------------------------- | -------------------------------------------- | ----------------- | ---------------- | ---------------------------- |
|                                         | Ehud Barak           | Rav Aluf Ehud Barak אֵהוּד בָּרָק (1942)                       | Premier                                      | 6 juli 1999       | 7 maart 2001     | Arbeidspartij                |
| Minister van Defensie                   | Ehud Barak           | Rav Aluf Ehud Barak אֵהוּד בָּרָק (1942)                       |                                              | 6 juli 1999       | 7 maart 2001     | Arbeidspartij                |
|                                         | David Levy           | David Levy דוד לוי (1937)                                 | Vicepremier                                  | 6 juli 1999       | 4 augustus 2000  | Gesher                       |
| Minister van Buitenlandse Zaken         | David Levy           | David Levy דוד לוי (1937)                                 |                                              | 6 juli 1999       | 4 augustus 2000  | Gesher                       |
|                                         | Itzhak Mordechai     | Aluf Itzhak Mordechai יצחק מרדכי (1944)                   | Vicepremier                                  | 6 juli 1999       | 30 mei 2000      | Het Centrum                  |
| Minister van Vervoer                    | Itzhak Mordechai     | Aluf Itzhak Mordechai יצחק מרדכי (1944)                   |                                              | 6 juli 1999       | 30 mei 2000      | Het Centrum                  |
|                                         | Benjamin Ben-Eliezer | Benjamin Ben-Eliezer בנימין בן אליעזר (1936–2016)         | Vicepremier                                  | 6 juli 1999       | 7 maart 2001     | Arbeidspartij                |
| Minister van Communicatie               | Benjamin Ben-Eliezer | Benjamin Ben-Eliezer בנימין בן אליעזר (1936–2016)         |                                              | 6 juli 1999       | 7 maart 2001     | Arbeidspartij                |
| Minister van Huisvesting en Constructie | Benjamin Ben-Eliezer | Benjamin Ben-Eliezer בנימין בן אליעזר (1936–2016)         | 11 oktober 2000                              |                   | 7 maart 2001     | Arbeidspartij                |
|                                         | Ehud Barak           | Rav Aluf Ehud Barak אֵהוּד בָּרָק (1942)                       | Minister van Buitenlandse Zaken              | 4 augustus 2000   | 10 augustus 2000 | Arbeidspartij                |
|                                         | Shlomo Ben-Ami       | Shlomo Ben-Ami שלמה בן עמי (1943)                         | Minister van Buitenlandse Zaken              | 10 augustus 2000  | 7 maart 2001     | Arbeidspartij                |
|                                         | Natan Sharansky      | Natan Sharansky נתן שרנסקי (1948)                         | Minister van Binnenlandse Zaken              | 6 juli 1999       | 11 juli 2000     | Israël Voorwaarts            |
|                                         | Haim Ramon           | Haim Ramon חיים רמון (1950)                               | Minister van Binnenlandse Zaken              | 11 juli 2000      | 7 maart 2001     | Arbeidspartij                |
|                                         | Abraham Shochat      | Abraham Shochat אברהם שוחט (1936)                         | Minister van Financiën                       | 6 juli 1999       | 7 maart 2001     | Arbeidspartij                |
|                                         | Jossi Beilin         | Jossi Beilin יוסי ביילין (1948)                           | Minister van Justitie                        | 6 juli 1999       | 7 maart 2001     | Arbeidspartij                |
|                                         | Ran Cohen            | Ran Cohen רן כהן (1937)                                   | Minister van Economie                        | 6 juli 1999       | 24 juni 2000     | Meretz                       |
|                                         |                      |                                                           | Minister van Economie                        | Vacant            |                  |                              |
|                                         | Ehud Barak           | Rav Aluf Ehud Barak אֵהוּד בָּרָק (1942)                       | Minister van Economie                        | 24 september 2000 | 7 maart 2001     | Arbeidspartij                |
|                                         | Solomon Benizri      | Solomon Benizri שלמה בניזרי (1961)                        | Minister van Volksgezondheid                 | 6 juli 1999       | 11 juli 2000     | Shas                         |
|                                         | Roni Milo            | Roni Milo רוני מילוא (1949)                               | Minister van Volksgezondheid                 | 11 juli 2000      | 7 maart 2001     | Het Centrum                  |
|                                         | Eli Yishai           | Eli Yishai אליהו אלי (1962)                               | Minister van Arbeid en Sociale Zaken         | 18 juni 1996      | 11 juli 2000     | Shas                         |
|                                         |                      |                                                           | Minister van Arbeid en Sociale Zaken         | Vacant            |                  |                              |
|                                         | Ranan Cohen          | Ranan Cohen רענן כהן (1941)                               | Minister van Arbeid en Sociale Zaken         | 10 augustus 2000  | 7 maart 2001     | Arbeidspartij                |
|                                         | Jossi Sarid          | Jossi Sarid נתן שרנסקי (1940–2015)                        | Minister van Onderwijs, Cultuur en Sport     | 6 juli 1999       | 24 juni 2000     | Meretz                       |
|                                         |                      |                                                           | Minister van Onderwijs, Cultuur en Sport     | Vacant            |                  |                              |
|                                         | Ehud Barak           | Rav Aluf Ehud Barak אֵהוּד בָּרָק (1942)                       | Minister van Onderwijs, Cultuur en Sport     | 24 september 2000 | 7 maart 2001     | Arbeidspartij                |
|                                         | Amnon Lipkin-Shahak  | Rav Aluf Amnon Lipkin-Shahak אמנון ליפקין-שחק (1944–2012) | Minister van Vervoer                         | 11 oktober 2000   | 7 maart 2001     | Het Centrum                  |
|                                         | Chaim Oron           | Chaim Oron חיים אורון (1940)                              | Minister van Landbouw                        | 6 juli 1999       | 24 juni 2000     | Meretz                       |
|                                         | Ehud Barak           | Rav Aluf Ehud Barak אֵהוּד בָּרָק (1942)                       | Minister van Landbouw                        | 24 juni 2000      | 7 maart 2001     | Arbeidspartij                |
|                                         | Itzhak Levy          | Itzhak Levy יִצְחָק רַבִּין (1947)                              | Minister van Huisvesting en Constructie      | 6 juli 1999       | 12 juli 2000     | Nationaal- Religieuze Partij |
|                                         |                      | Eli Suissa אליהו אלי (1956)                               | Minister van Infrastructuur                  | 6 juli 1999       | 11 juli 2000     | Shas                         |
|                                         |                      |                                                           | Minister van Infrastructuur                  | Vacant            |                  |                              |
|                                         | Abraham Shochat      | Abraham Shochat אברהם שוחט (1936)                         | Minister van Infrastructuur                  | 11 oktober 2000   | 7 maart 2001     | Arbeidspartij                |
|                                         | Shlomo Ben-Ami       | Shlomo Ben-Ami שלמה בן עמי (1943)                         | Minister van Openbare Veiligheid             | 6 juli 1999       | 7 maart 2001     | Arbeidspartij                |
|                                         | Ehud Barak           | Rav Aluf Ehud Barak אֵהוּד בָּרָק (1942)                       | Minister van Immigratie                      | 6 juli 1999       | 5 augustus 2001  | Arbeidspartij                |
|                                         | Yuli Tamir           | Yuli Tamir יולי תמיר (1954)                               | Minister van Immigratie                      | 5 augustus 2001   | 7 maart 2001     | Arbeidspartij                |
|                                         | Michael Melchior     | Michael Melchior מיכאל מלכיאור (1954)                     | Minister van Diaspora Zaken                  | 5 augustus 2001   | 7 maart 2001     | Meemad                       |
| Minister van Informatie                 | Michael Melchior     | Michael Melchior מיכאל מלכיאור (1954)                     |                                              | 5 augustus 2001   | 7 maart 2001     | Meemad                       |
|                                         | Shimon Peres         | Shimon Peres שִׁמְעוֹן פֶּרֶס (1923–2016)                        | Minister van Regionale Samenwerking          | 6 juli 1999       | 7 maart 2001     | Arbeidspartij                |
|                                         | Ehud Barak           | Rav Aluf Ehud Barak אֵהוּד בָּרָק (1942)                       | Minister van Wetenschap en Technologie       | 6 juli 1999       | 5 augustus 1999  | Arbeidspartij                |
|                                         | Matan Vilnai         | Aluf Matan Vilnai מתן וילנאי (1944)                       | Minister van Wetenschap en Technologie       | 5 augustus 1999   | 2 november 2002  | Arbeidspartij                |
|                                         | Yitzhak Cohen        | Yitzhak Cohen יצחק כהן (1951)                             | Minister van Religieuze Zaken                | 6 juli 1999       | 11 juli 2000     | Shas                         |
|                                         |                      |                                                           | Minister van Religieuze Zaken                | Vacant            |                  |                              |
|                                         | Jossi Beilin         | Jossi Beilin יוסי ביילין (1948)                           | Minister van Religieuze Zaken                | 11 oktober 2000   | 7 maart 2001     | Arbeidspartij                |
|                                         | Dalia Itzik          | Dalia Itzik דליה איציק (1952)                             | Minister van Milieu                          | 6 juli 1999       | 7 maart 2001     | Arbeidspartij                |
|                                         | Ehud Barak           | Rav Aluf Ehud Barak אֵהוּד בָּרָק (1942)                       | Minister van Toerisme                        | 6 juli 1999       | 5 augustus 1999  | Arbeidspartij                |
|                                         | Amnon Lipkin-Shahak  | Rav Aluf Amnon Lipkin-Shahak אמנון ליפקין-שחק (1944–2012) | Minister van Toerisme                        | 5 augustus 1999   | 7 maart 2001     | Het Centrum                  |
|                                         | Haim Ramon           | Haim Ramon חיים רמון (1950)                               | Minister zonder portefeuille (Kabinetszaken) | 6 juli 1999       | 11 juli 2000     | Arbeidspartij                |